# IC 4747
IC 4747 ist eine Spiralgalaxie vom Hubble-Typ Sc im Sternbild Pfau am Südsternhimmel. Sie ist schätzungsweise 235 Millionen Lichtjahre von der Milchstraße entfernt und hat einen Durchmesser von etwa 75.000 Lj.

Im selben Himmelsareal befinden sich u. a. die Galaxien NGC 6653 und IC 4746.
Das Objekt wurde am 25. August 1900 von DeLisle Stewart entdeckt.